# Bielsko-Biała
Pour les articles homonymes, voir Bielsko.
Bielsko-Biała (silésien : Biylsko-Biołŏ ; en allemand : Bielitz-Biala ; en tchèque : Bílsko-Bělá) est une ville de Pologne avec rang de powiat, située dans la voïvodie de Silésie. C'est le chef-lieu du powiat de Bielsko-Biała dont elle ne fait pas partie. La municipalité est née en 1951 de la fusion de la ville silésienne de Bielsko et de la ville de Biała en Petite-Pologne.

## Géographie

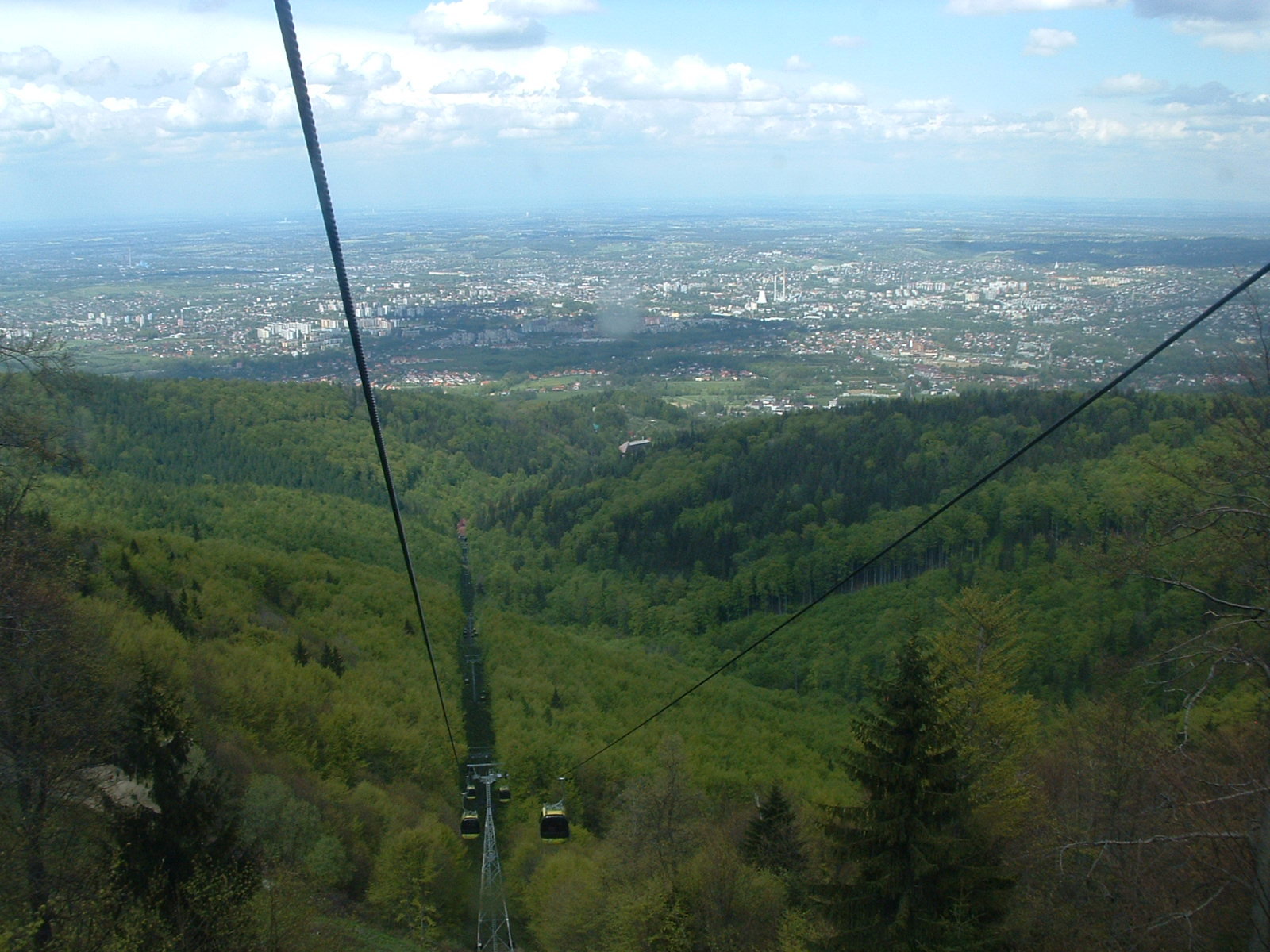
Vue depuis le téléphérique sur la montagne Szyndzielnia.

La ville-double se trouve aux confins de la région historique de Haute-Silésie avec la Petite-Pologne (la Galicie) dans le sud de Pologne, près de la frontière tchèque à Cieszyn. Le centre-ville est situé sur les deux rives de la rivière Biała, affluent de la Vistule, à environ 60 kilomètres au sud de la capitale provinciale Katowice.
La ville est située dans le promontoire au nord des Beskides. La zone frontalière entre la Haute-Silésie et la Petite-Pologne est nommée Podbeskidzie (« au-dessous des Beskides ») qui s'étend de Cieszyn à l'ouest jusqu'à Oświęcim à l'est correspondant approximativement au territoire de la voïvodie de Bielsko-Biała, l'ancien gouvernement local entre 1975 et 1998.
La cathédrale Saint-Nicolas de Bielsko-Biała est le siège épiscopal du diocèse de Bielsko-Żywiec fondé en 1992.

## Histoire
Une forteresse slave (gord) à Bielsko sur la rive gauche de la Biała remonte au XIIe siècle. À cette époque déjà, la rivière constitue la frontière naturelle du duché de Silésie et le diocèse de Wrocław à l'ouest avec le duché de Cracovie, la  « province senioriale » (dzielnica senioralna) du royaume de Pologne, et le diocèse de Cracovie à l'est. Au cours de la colonisation germanique, la ville de Bilitz a été fondée sur la rive silésienne, à proximité d'un point de passage du fleuve.
À partir de 1172, lors de la partition féodale de la Pologne, la zone à l'ouest de la Biała faisait partie du duché de Ratibor sous le règne de la branche silésienne des Piast. Quelques années plus tard, le duc Mieszko Ier Jambes Mêlées obtint également les domaines autour de Oświęcim en Petite-Pologne à l'est des mains du princeps polonais Casimir II le Juste. En 1281, le prince Mieszko, fils et héritier du duc Ladislas, fonda le duché de Cieszyn (Teschen) comprenant les domaines de Cieszyn et Oświęcim le long du cours supérieur de la Vistule. Le passage de Bielsko-Biała se trouvait à mi-chemin entre les deux résidences. Le lieu de Bilitz a reçu sa reconnaissance officielle en tant que ville vers 1312.
En 1315 la Biała devient à nouveau une rivière limitrophe entre le duché de Cieszyn et le duché d'Oświęcim clivé. Les deux seigneuries passaient sous la suprématie féodale du royaume de Bohême en 1327 ; après que le duché d'Oświęcim a été vendu au roi polonais Casimir IV, Bielsko est devenue une ville à la frontière des pays de la couronne de Bohême (au sein du Saint-Empire) avec le royaume de Pologne des Jagellons. Le village de Biała sur la rive droite est né au XVIe siècle ; en tant que le siège d'un staroste, il faisait partie de la voïvodie de Cracovie au sein de la république des Deux Nations.

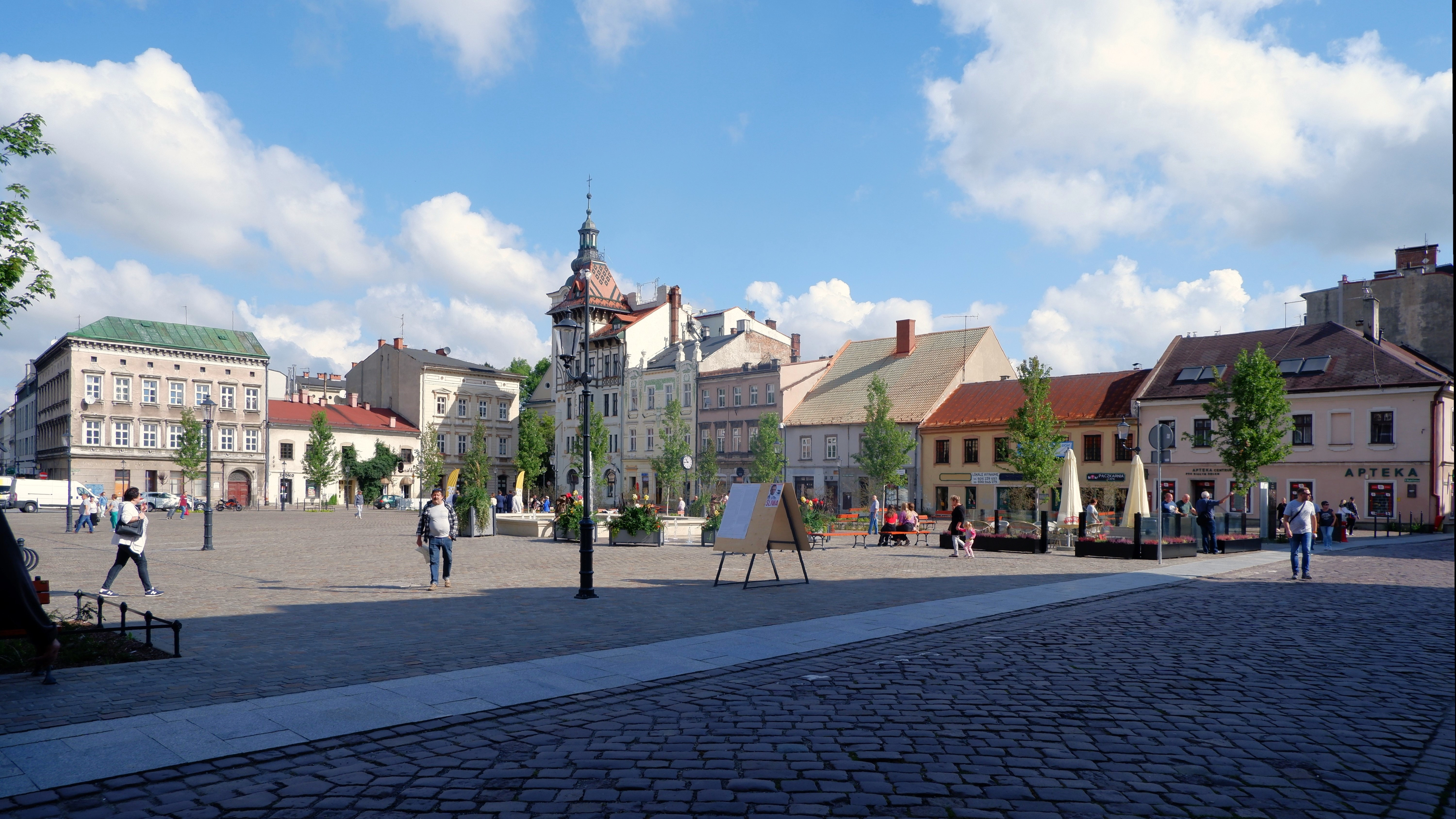
La place principale de Biała.

À partir de 1526, Bielsko et le duché silésien de Cieszyn à l'ouest faisait partie de la monarchie de Habsbourg. La Réforme protestante s'est vite développée dans la ville ; les mesures de la Contre-Réforme mises en place par les Habsbourg resteraient largement sans effet mais quelques résidents s'installèrent sur le côté polonais. Pendant la guerre de Trente Ans, les domaines de Bielitz fut dévastés par des troupes suédoises. En 1734, pendant la guerre de Succession de Pologne, la région était conquise par des forces russes. 
Sur les deux rives du fleuve, l'artisanat des tisserands était le plus important de tous. Biała est élevée au rang de ville en 1723 par le roi polonais Auguste le Fort, son premier ministre Heinrich von Brühl remplit ultérieurement les fonctions de staroste. À partir de 1740, la rive gauche à Bielitz fut occupée par l'Armée prussienne au cours de la guerres de Silésie ; par le traité de Breslau conclu en 1742, la ville fut restituée à la Silésie autrichienne. À la suite du premier partage de la Pologne en 1772, la rive droite à Biała a également été incorporée aux terres des Habsbourg constituant la frontière occidentale du royaume de Galicie et de Lodomérie ; la ville devient la « porte de la Galicie  » sur la route de Vienne à Lviv (Lemberg).

## Politique

### Jumelages
| Ville | Ville         | Pays | Pays        | Période                     |
| ----- | ------------- | ---- | ----------- | --------------------------- |
|       | Acre          |      | Israël      | depuis le 30 mai 1997       |
|       | Baia Mare     |      | Roumanie    | depuis le 19 mai 2001       |
|       | Berdiansk     |      | Ukraine     | depuis le 17 septembre 2000 |
|       | Besançon      |      | France      | depuis le 25 mai 2000       |
|       | Donaustadt    |      | Autriche    | depuis le 22 mars 2009      |
|       | Frýdek-Místek |      | Tchéquie    | depuis le 14 juillet 1999   |
|       | Grand Rapids  |      | États-Unis  | depuis le 22 octobre 1991   |
|       | Kirklees      |      | Royaume-Uni | depuis le 13 octobre 1997   |
|       | Kragujevac    |      | Serbie      | depuis le 18 mai 2002       |
|       | Lilienthal    |      | Allemagne   |                             |
|       | Monreale      |      | Italie      |                             |
|       | Nyíregyháza   |      | Hongrie     | depuis le 9 juin 2018       |
|       | Olsztyn       |      | Pologne     |                             |
|       | Rancagua      |      | Chili       |                             |
|       | Shijiazhuang  |      | Chine       |                             |
|       | Stadskanaal   |      | Pays-Bas    |                             |
|       | Szolnok       |      | Hongrie     | depuis le 23 septembre 1995 |
|       | Tirlemont     |      | Belgique    |                             |
|       | Třinec        |      | Tchéquie    | depuis le 15 décembre 1999  |
|       | Ustka         |      | Pologne     | depuis le 20 juillet 2002   |
|       | Wolfsburg     |      | Allemagne   | depuis le 25 mai 1998       |
|       | Žilina        |      | Slovaquie   | depuis le 13 octobre 1997   |

## Culture et patrimoine

### Musées
- Musée de Bielsko-Biała

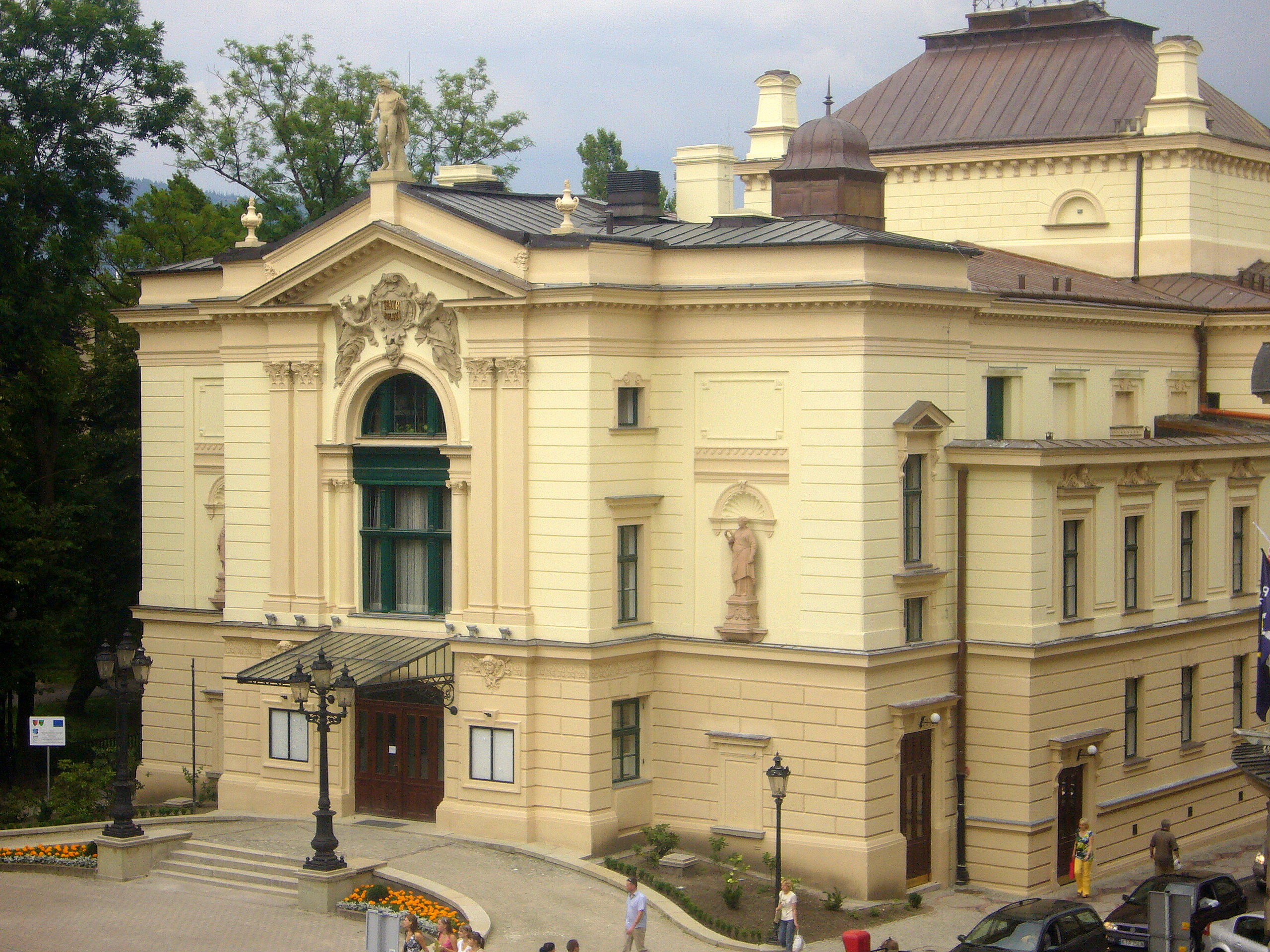
Théâtre de Bielsko-Biała (théâtre à l'italienne)
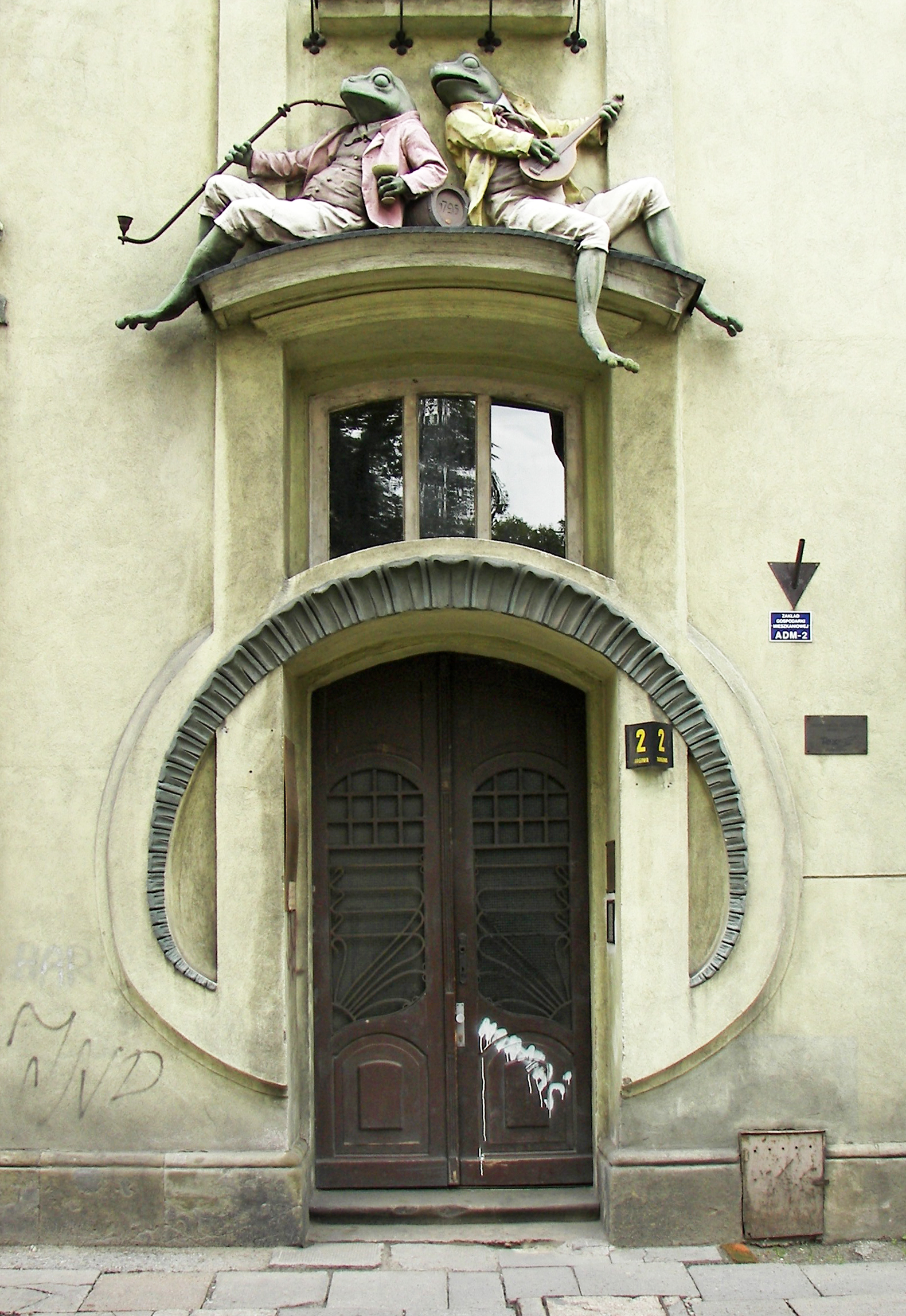
la Chambre « En vertu de la grenouille »
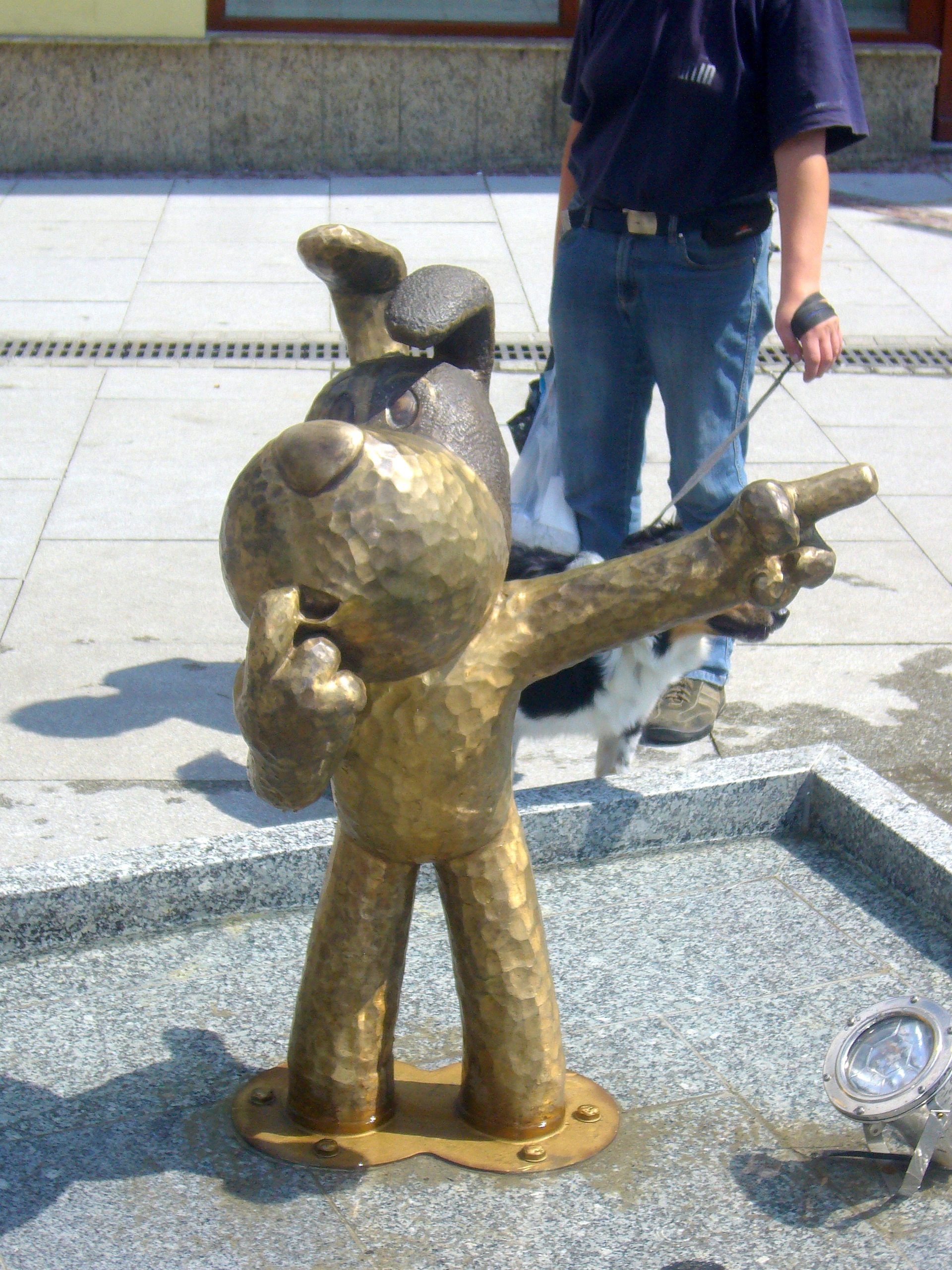
Statue du personnage de dessin animé Reksio à Bielsko-Biała

### Personnalités liées à la ville
- Karl Josef Bayer (1847-1904), chimiste autrichien
- Maurice Bloomfield (1855-1928), philologue spécialiste du sanskrit
- Hans Zenker (1870-1931), amiral allemand
- Selma Kurz (1874-1933), cantatrice allemande
- Ralph Erwin (1896-1943), compositeur autrichien
- Natalia Handzlik (1990-), mannequin, chanteuse punk
- Artur Schnabel (1882 - 1951), pianiste, compositeur et pédagogue autrichien
- Rozka Korczak (1921 - 1988), partisane juive polonaise
- Tadeusz Pietrzykowski (1917-1991), boxeur polonais
- Renata Przemyk (née en 1966), une chanteuse
- Gerda Weissmann Klein (1924-2022), écrivaine, militante des droits humains, survivante de la Shoa